# Gelijkenis van de rijke dwaas

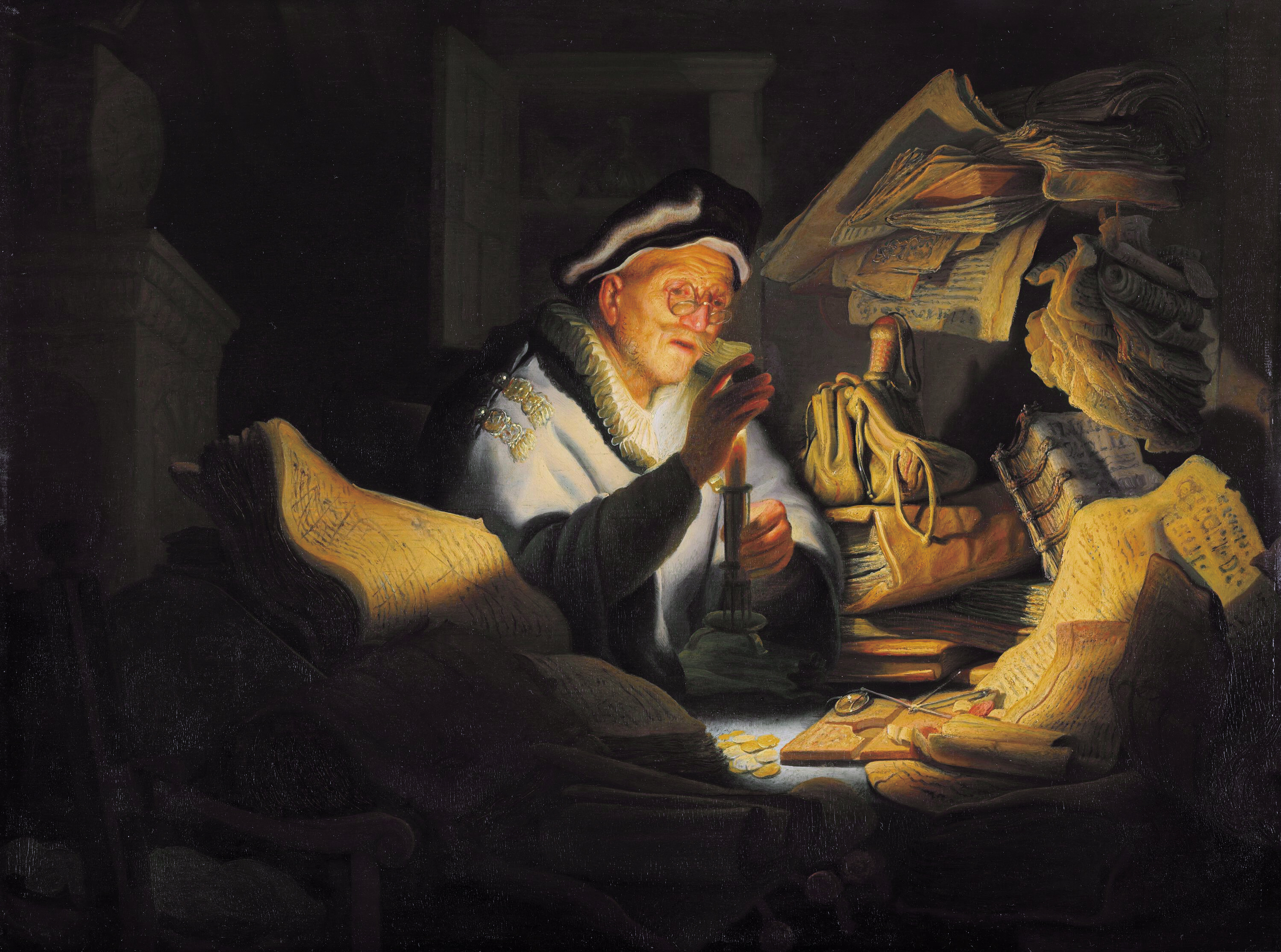
Gelijkenis van de rijke dwaas van Rembrandt van Rijn (1627)

De gelijkenis van de rijke dwaas is een van de gelijkenissen van Jezus en staat in Lucas 12:16-21 in het Nieuwe Testament. Een kortere versie van de parabel staat in het apocriefe evangelie van Thomas logion 63.

## Gelijkenis
Jezus vertelde de parabel naar aanleiding van een vraag van een man die een conflict had met zijn broer over een erfenis. Hij vertelde over een rijke man die een landgoed bezat waarvan de oogst te groot was om in zijn voorraadschuren op te slaan. Hij dacht bij zichzelf: 'Ik breek mijn schuren af en bouw grotere, waar ik al mijn graan en goederen kan opslaan'. Daarna zou hij rust nemen en van het leven genieten. "Maar God zei: 'Dwaas, nog deze nacht zal je leven van je worden teruggevorderd. Voor wie zijn dan de schatten die je hebt opgeslagen?' Zo vergaat het iemand die schatten verzamelt voor zichzelf, maar niet rijk is bij God."

## Interpretatie
De parabel wordt vaak zo geïnterpreteerd dat de christen zijn levensgeluk niet van aardse bezittingen moet verwachten, die verliest hij bij de dood. De man in kwestie wordt een dwaas genoemd omdat hij alleen dacht aan zichzelf en geen aandacht had voor de ander en voor God. Uiteindelijk zal dat laatste echter iemands definitieve geluk bepalen.